# Cerro del Mirador
Cerro del Mirador är en ort i Mexiko.   Den ligger i kommunen Coatzintla och delstaten Veracruz, i den sydöstra delen av landet, 200 km nordost om huvudstaden Mexico City. Cerro del Mirador ligger 159 meter över havet och antalet invånare är 125.
Terrängen runt Cerro del Mirador är huvudsakligen platt, men åt sydväst är den kuperad. Runt Cerro del Mirador är det ganska tätbefolkat, med 67 invånare per kvadratkilometer. Närmaste större samhälle är Poza Rica de Hidalgo, 18,4 km norr om Cerro del Mirador. Omgivningarna runt Cerro del Mirador är en mosaik av jordbruksmark och naturlig växtlighet.